# Kawasakiho růže
Kawasakiho růže è un film del 2009 diretto da Jan Hrebejk.